# Priapichthys puetzi
Priapichthys puetzi és una espècie de peix de la família dels pecílids i de l'ordre dels ciprinodontiformes.

## Morfologia
Els mascles poden assolir els 2,6 cm de longitud total i les femelles els 5,48.

## Distribució geogràfica
Es troba a Centreamèrica: Panamà.